# Victor Lhérie
Léon-Victor Lévy, dit Victor Lhérie, né dans l'ancien 7e arrondissement de Paris le 31 octobre 1808 et mort dans l'ancien 8e arrondissement de Paris le 27 mars 1845, est un acteur, auteur dramatique et librettiste français.
Il est le père du ténor Paul Lévy dit Lhérie (1844-1937), chevalier de la Légion d'Honneur, professeur au Conservatoire, créateur de nombreux rôles à l'Opéra-Comique, en particulier celui de Don José dans Carmen de Georges Bizet et de Lohengrin dans la première à Paris de l'opéra de Richard Wagner.

## Biographie
Fils d'Isaac Lévy dit Lhérie, joaillier-bijoutier et marchand d'objets de curiosités de la rue Vivienne, il était destiné à prendre la suite de son père lorsque attiré par le théâtre, il se fait engager comme acteur dans les troupes de Jules Seveste et Edmond Seveste. Il débute ainsi le 4 avril 1826 au Théâtre des Variétés dans le rôle de l'amoureux de la pièce France et Savoie puis se fait remarquer par sa vergue comique dans le rôle d'un garçon de café dans L’École de natation (5 août 1828), ce qui assura à ce vaudeville un fort succès et se spécialise dans les rôles de travestis féminins.
À partir de 1829, il se lance dans l'écriture parodique, souvent avec son frère Léon-Lévy Brunswick et Léon Vidal, tout en continuant sa carrière d'acteur. En 1838 et 1843, il joue à Bruxelles, mais à son retour perd la raison.
Les pièces de sa courte carrière furent représentées dans les plus célèbres théâtres parisiens du XIXe siècle (Théâtre de la Gaité, Théâtre des Variétés, Théâtre des Nouveautés etc.).

## Œuvres
- Les Suites d'un mariage de raison, drame en 1 acte mêlé de couplets, avec Armand d'Artois, 1829
- L'Épée, le Bâton et le Chausson, vaudeville en 4 tableaux, avec Léon de Céran, 1830
- Mme Lavalette, drame historique en 2 actes, avec Thouin, 1830
- Encore un préjugé, ou les Deux Éligibles, comédie-vaudeville en 3 actes, avec Amable de Saint-Hilaire et Brunswick, 1831
- Les Croix et le Charivari, à-propos en 1 acte, mêlé de couplets, avec Brunswick et Céran, 1831
- L'Art de ne pas monter sa garde, vaudeville en un acte, avec Mathieu-Barthélémy Thouin, 1832
- Le Fossé des Tuileries, revue-vaudeville en 1 acte, avec Julien de Mallian et Philippe Dumanoir, 1832
- Le Mort sous le scellé, folie en 1 acte, avec Thouin et Jérôme-Léon Vidal, 1832
- La Gueule de lion, comédie en 1 acte, mêlée de chant, avec Brunswick, 1834
- Le Sauveur, comédie en 3 actes, mêlée de couplets, avec Léon Halévy, 1835
- Un tissu d'horreurs, vaudeville en 1 acte, avec Brunswick, 1835
- Il campanello, mélodrame en un acte, avec Gaetano Donizetti, 1836
- Crime et Mystère, mélodrame manqué, mêlé de chants, avec Dumersan, 1836
- Frogères et Loupin, ou le Voyage en Sibérie, vaudeville anecdotique, en 2 actes, avec Brunswick, 1836
- La Sonnette de nuit, comédie-vaudeville en 1 acte, avec Léon-Lévy Brunswick et Mathieu-Barthélémy Thouin, 1836
- Faublas, comédie en 5 actes, mêlée de chants, avec Brunswick et Charles Dupeuty, 1838